# Томпо
Томпо е река в Азиатската част на Русия, Източен Сибир, Република Якутия (Саха), десен приток на Алдан. Дължината ѝ е 570 km, която ѝ отрежда 154-то място по дължина сред реките на Русия.
Река Томпо води началото си от северния склон на хребета Сунтар-Хаята, на 1790 m н.в., в източната част на Република Якутия (Саха). На протежение от около 400 km река Томпо е типична планинска река с дълбока и тясна (от 0,5 до 3 km) долина със стръмни склонове, изградени от гранити и ефузивни скали и бързо течение (1,3 m/s). Първите около 80 km тече на север по северния склон на хребета Сунтар-Хаята, след това завива на запад и следва тази генерална посока на протежение от около 200 km по южната част на Елгинската планинска земя. След устието на най-големия си приток река Делиня завива на юг-югоизток и в дълбоко дефиле, дълго около 130 km протича между Верхоянския хребет на запад и хребета Сете-Дабан на изток. След устието на река Менкюле излиза от планините и навлиза в източната част на Централноякутската равнина, като тече в югозападна посока. Тук долината ѝ става много широка и силно заблатена, руслото ѝ се дели на ръкави с дължина до 2-3 km, а скоростта на течението намалява. Влива се отдясно в река Алдан, при нейния 394 km, на 101 m н.в., срещу село Мегино-Алдан, Република Якутия (Саха).
Водосборният басейн на Томпо има площ от 42,7 хил. km2, което представлява 5,86% от водосборния басейн на река Алдан и се простира в източната част на Република Якутия (Саха). В басейна на реката има много блата и 1662 малки езера с обща площ 43,9 km2.
Границите на водосборния басейн на реката са следните:
- на север – водосборния басейн на река Яна, вливаща се в море Лаптеви;
- на изток – водосборния басейн на река Индигирка, вливаща се в Източносибирско море;
- на юг и запад – водосборните басейни на реките Източна Хандига, Хандига и други по-малки десни притоци на Алдан.

Река Томпо получава 89 притока с дължина над 10 km, като 5 от тях са с дължина над 100 km:
- 286 ← Делиня 357 / 12500, на 6 km североизточно от село Тополиное
- 257 ← Хунхада 189 / 3680
- 156 → Менкюле 225 / 6520
- 143 → Куранах 100 / 862
- 78 → Томпорук 186 / 1740

Подхранването на реката е смесено, като дъждовното с малко превишава снежното. Режимът на оттока се характеризира с високо пролетно-лятно пълноводие и епизодични, но много високи летни прииждания (юни-септември) в резултат на проливни дъждове. Най-пълноводен е месен юни. Среден годишен отток при село Тополиное, на 279 km от устието 158,6 m3/s, което като обем се равнява на 4,955 km3/год, максимален 3260 m3/s, минимален 14,1 m3/s. Ледовете по течението на Томпо започват да се появяват в началото на октомври и в средата на месеца реката замръзва. В горното и средно течение замръзва до дъно. Размразява се в края на май.
По течението на реката има само едно постоянно населено място: село Тополиное